# كأس دوري أبطال إفريقيا
كأس دوري أبطال إفريقيا (بالإنجليزية: CAF Champions league's Cup)، هي الجائزة الرسمية المٌقدمة من قِبل الاتحاد الأفريقي لكرة القدم إلى النادي الفائز ببطولة دوري أبطال إفريقيا. وكانت تُعرف في النظام القديم باسم كأس أفريقيا للأندية البطلة.

## التاريخ
طبقا لقوانين الاتحاد الأفريقي لكرة القدم فإن الكأس الخاصة بالبطولة تنتقل كل عام من مقر النادي البطل السابق إلى مقر النادي البطل الجديد. مع تقديم نسخة بديلة للبطل السابق أما إذا تمكن أحد الأندية من الفوز بها ثلاث مرات متتالية أو غير متتالية يحق له الاحتفاظ بكأس البطولة إلى الأبد (وتلغي المرات السابقة للأندية الأخرى على الكأس الجديدة).و يقوم الاتحاد الأفريقي بتصميم كأس جديدة للبطولات القادمة وهكذا..
أول كأس لعبت عليها هذة البطولة كانت تحمل اسم الرئيس الغاني الراحل كوامي نكروما والتي بدأ اللعب عليها منذ بداية البطولة عام 1964 وحتى احتفظ بها نادي هافيا كوناكري الغينيعام 1977 عقب فوزه في الدور النهائي على هارتس أوف أوك (غانا) وكان قد فاز بنفس الكأس عامي 1972، 1975.
لعبت البطولة على كأس جديدة بداية من عام 1978 حملت اسم الرئيس الغيني الراحل أحمد سيكو توري تلك التي احتفظ بها الزمالك المصري عام 1993 عقب فوزه في الدور النهائي علىأشانتي كوتوكو (غانا) وكان قد فاز بنفس الكأس عامي 1984، 1986.
لعبت البطولة على كأس جديدة بداية من عام 1994 وحتى احتفظ بها النادي الأهلي المصري عام 2006 هي الأخرى عقب فوزه على النادي الرياضي الصفاقسي (تونس) وكان قد فاز بنفس الكأس عامي 2001، 2005.
لعبت البطولة على كأس جديدة بداية من عام 2007 وحتى احتفظ بها النادى الأهلى المصري عام 2013 هي الأخرى عقب فوزه على أورلاندو بيراتس (جنوب أفريقيا) وكان قد فاز بنفس الكأس عامي 2008، 2012.
لعبة البطولة منذ 2014 على كأس ثشبه تماما سابقتها لكن بعد تعديلات وإضافات طفيفة تمثلت في إضافة كمية المعدن من الأسفل وإنقاص لمعان الكرة الذهبية. وتوج بها وفاق سطيف سنة 2014. ويذكر أن الترجي الرياضي التونسي والأهلي المصري والوداد المغربي إقتربوا من الاحتفاظ بهذه الكأس بعد الظفر بها مرتين متتاليتين حيث الترجي الرياضي التونسي في 2018 و2019 والأهلي المصري في 2020 و2021 والوداد المغربي في 2017 و2022
إلا أن احتفظ بها الأهلي المصري بعد فوزه بها للمرة الثالثة في 2023.

## الكؤوس عبر التاريخ

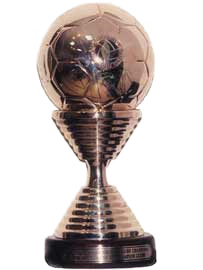
شكل الكأس من 1994 إلى 2006
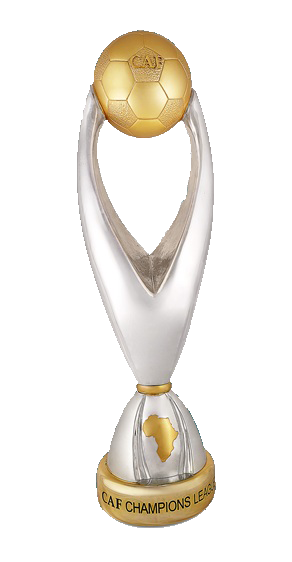
شكل الكأس منذ 2014